# Antonio Epifanio Díaz
Antonio Epifanio Díaz (Corrientes, Corrientes, 13 de agosto de 1862-San Rafael, Mendoza, 29 de noviembre de 1929) fue un maestro y director de escuela argentino. Personalidad del ámbito educativo, conocido por fundar y dirigir, desde 1909 hasta 1918 la Escuela Normal de 25 de Mayo en la provincia de Buenos Aires, hoy Escuela Normal Superior, que lleva su nombre en reconocimiento a su labor.

## Trayectoria
Estudió en la Escuela Normal Nacional de la ciudad de Paraná, provincia de Entre Ríos, donde egresó como Maestro Normal en 1881. Fue uno de los maestros de Sarmiento, completando su formación y trabajando con las maestras norteamericanas Edith Howe y Cora Hill.
En 1885 fue nombrado director de la Escuela Elemental de Saladillo. Desde 1887 hasta 1896 fue director de la Escuela de Artes y Oficios de San Martin. Entre 1896 y 1899 se desempeñó como profesor de la Escuela Normal Popular de Esquina (Corrientes). En 1899 fue director de la Escuela Graduada de Bella Vista en Corrientes y de 1899 a 1908  fue director fundador de la Escuela Normal Mixta de Goya (Corrientes). En 1908 fue designado vicedirector del Colegio Normal de Mercedes (Corrientes). Fue director fundador de la Escuela Normal de 25 de Mayo (Provincia de Buenos Aires), hoy Escuela Normal Superior Antonio E. Díaz, la cual dirigió desde 1909 hasta 1918.
Durante el ejercicio de la dirección de la escuela que hoy lleva su nombre recibió la visita del entonces Ministro de Justicia e Instrucción Pública Rómulo S. Naón, durante la presidencia de José Figueroa Alcorta y posteriormente la visita del presidente Carlos Pellegrini, acompañado por Eliseo Cantón, José Penna y Vicente Casares. en dicha oportunidad Diaz montó una representación teatral a cargo de los alumnos de la Escuela Graduada de Bella Vista de Corrientes.
El presidente Carlos Pellegrini expresó “…esta es la forma en que se debe honrar la memoria de nuestros grandes hombres…”, otorgándole $100.- para la adquisición de libros para la biblioteca.En esa época, 25 de Mayo era un partido de 241 leguas cuadradas de superficie. En sus memorias, en 1909, Antonio E. Díaz expresa “cuenta con valiosos establecimientos de campo y agricultura, cuya mayoría de propietarios reside en la Capital y aún en el extranjero". Suele la riqueza hermanarse con la moderación de las costumbres, dando poco sitio a la cultura cuando los hombres de fortuna viven en los centros urbanos. 
"Aquí, como en toda la República se produce el mismo fenómeno social, todos los que pueden se radican en Buenos Aires y gozan de las rentas que le producen sus establecimientos, quedan en los pueblos y ciudades pocos dirigentes. Como ciudad, 25 de Mayo progresa. Posee agua corriente de pozos semi-turgentes, luz eléctrica, dos bancos, tres clubes sociales con biblioteca, varias sociedades de socorros mutuos, ferias rurales, Hospital de Caridad, asilo de niños pobres y teatro”.

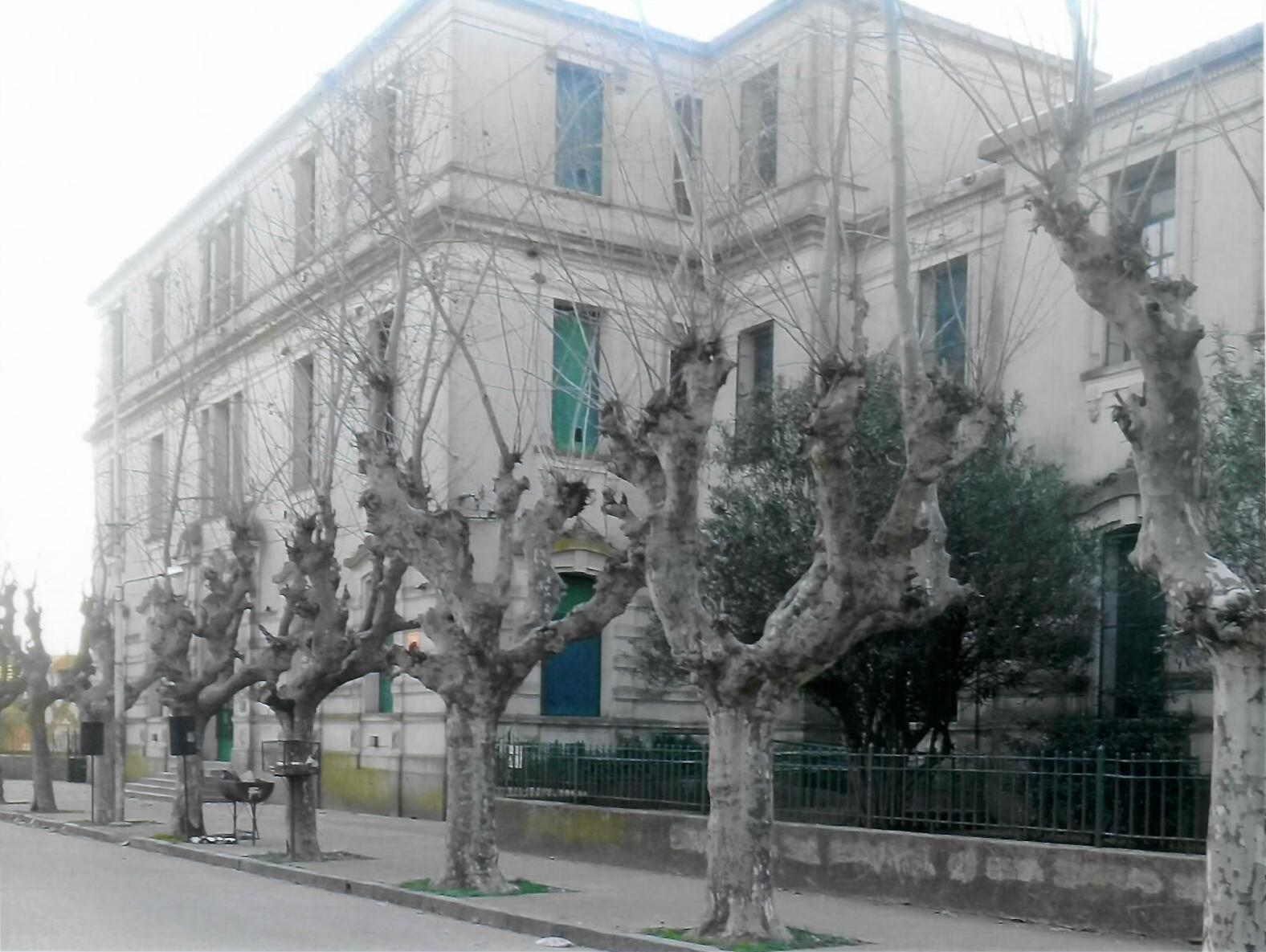

En la escuela, bajo su dirección, Díaz implantó una férrea disciplina, clases de gimnasia, muchas de ellas llevadas a cabo en la Plaza España, clases de música, en las que hacía oír a los alumnos trozos de óperas y formó un coro escolar. La tarea realizada hizo que muchos alumnos se interesaran por inscribirse en la Escuela Normal, lo que obligó a cerrar las divisiones en los colegios provinciales.
Díaz era una persona austera que se dedicó con pasión al sacerdocio de la docencia, llegando a pedir un crédito al Banco Nación para pagar los sueldos atrasados de los maestros.
Algunos de sus contemporáneos expresaron los siguientes conceptos “Díaz era un hombre que enfrentó dificultades de distintos tipos y fue capaz de sobreponerse a ellas”.
Adhería a ideas innovadoras en materia de educación y cultura, en un contexto de gran evolución por la entrada de importantes sectores de la sociedad en la vida política del país. Antonio E. Díaz es autor de varias publicaciones: "Dos mil palabras, método de lectura y escritura simultánea",
Adhirió a la concepción de educación popular y fue celoso guardián de sus principios. Expresó entre otros conceptos:

”…cuando los padres de familia están satisfechos de la marcha de la escuela no escatiman su concurso pecuniario y bien pronto se cuenta con los recursos para la edificación de gabinetes, organización de lectoras, conferencias, una biblioteca selecta, talleres y plazas de educación física".

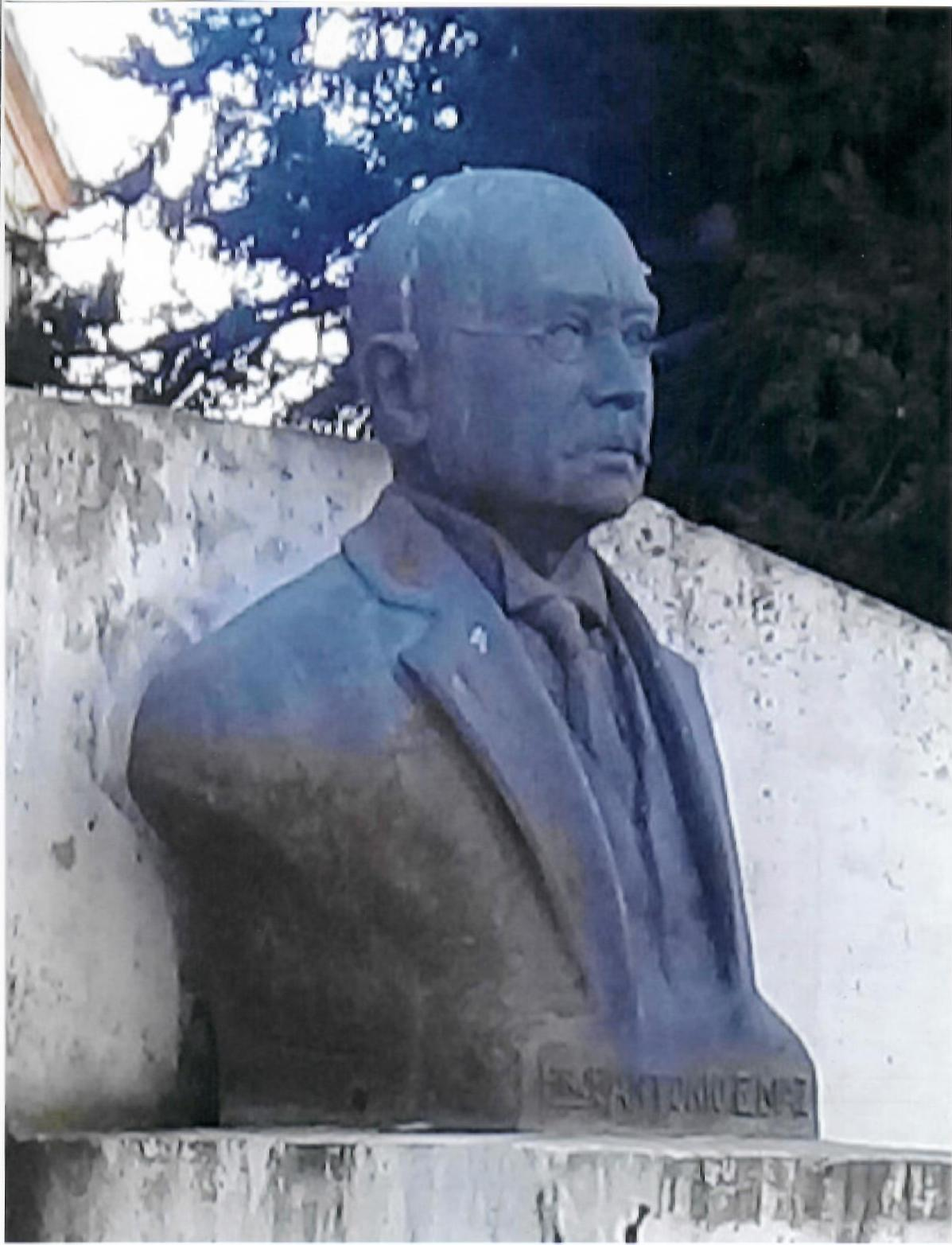

En 1918 y debido a disidencias con el avance de la política partidaria sobre la conducción de la escuela fue trasladado a San Rafael, provincia de Mendoza.
De 1918 hasta 1929 fue director de la Escuela Normal Mixta de San Rafael que lleva su nombre.
Falleció siendo director de dicha escuela el 29 de noviembre de 1929. Por pedido de los habitantes de San Rafael sus restos descansan en dicha ciudad.

## Distinciones
- Diseñó y patentó el “Pupitre Argentino” por el cual recibió múltiples reconocimientos [cita requerida]